# عملیات جنوب شرقی کرواسی
عملیات جنوب شرقی کرواسی (آلمانی: Unternehmen Südost Kroatien) یک عملیات بزرگ ضد شورش برهبری آلمان بود که در طی جنگ جهانی دوم در بخش جنوب شرقی کشور مستقل کرواسی (بوسنی و هرزگوین جدید) انجام گرفت.
اولین عملیات، دو عملیات برهبری آلمان‌ها بود که به‌طور مشخص پارتیزان‌های یوگسلاوی را در شرق بوسنی بین ۱۵ ژانویه و ۴ فوریه ۱۹۴۲ هدف قرار داد.
چند روز بعد از خاتمه عملیات جنوب شرقی کرواسی یک عملیات دیگر که بنام عملیات اوزرن شناخته می‌شد بین رودخانه‌های بوسنا و Spreča انجام شد.
در هر دو عملیات همچنین گارد محلی کرواسی و نیروهای ایتالیایی شرکت داشتند. این عملیات‌ها در تاریخ‌نگاری بعد از جنگ یوگسلاوی در ارتباط با عملیاتی که بنام تهاجم دوم دشمن شناخته می‌شود، مطرح شده‌است.
در تاریخ‌نگاری یوگسلاوی تهاجم دوم دشمن بخشی از چهارچوب تهاجم هفتم دشمن را تشکیل می‌دهد.